# Synergologia

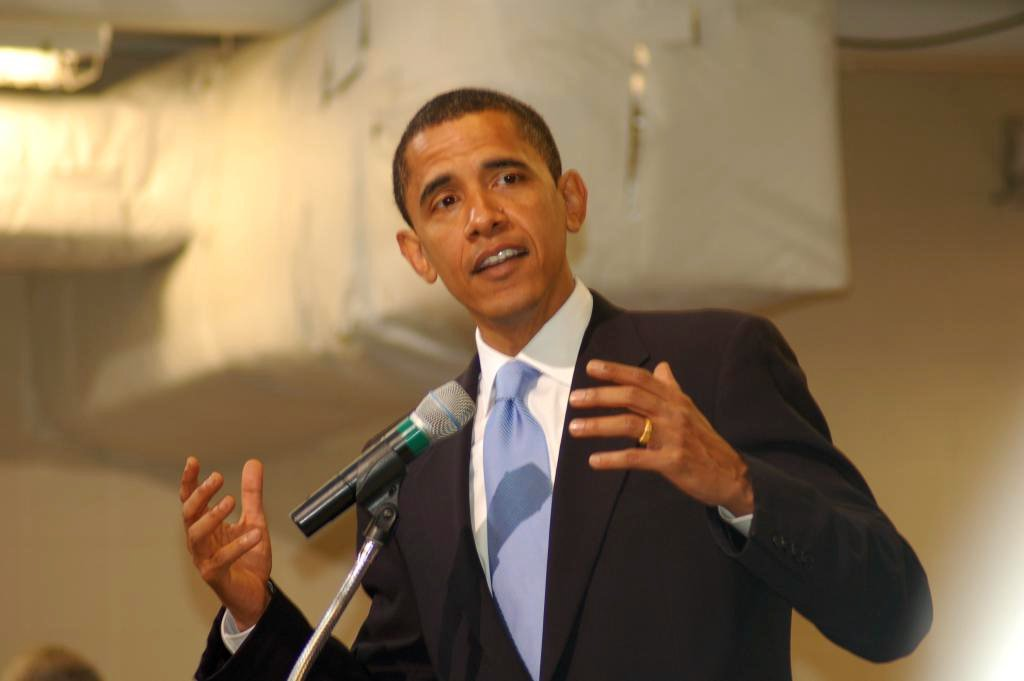
Mowa ciała jest bardzo ważnym elementem w publicznych przemówieniach

Synergologia (gr. syn = razem z; ergo = praca; logos = mówić) – dyscyplina badawcza zajmująca się interpretacją komunikacji niewerbalnej i języka ciała.
Termin ten oznacza: będąc razem (syn),  aktywnym (ergo)  w sytuacji mówienia/dialogu (logos).
Przedmiotem badawczym synergologii jest rozpoznawanie i  prawidłowe odczytywanie postaw, emocji i pragnień rozmówcy na podstawie drobnych, nieświadomych oraz z pozoru nic nieznaczących ruchów (tzw. mikroruchów).

## Historia
Na początku lat 80. XX wieku Philippe Turchet, który jest uznawany za jej twórcę, badał racjonalność zachowań ludzkich. W tym czasie między innymi odkrył, że nieświadome ruchy gałek ocznych nie są neurologicznie zaprogramowane, jak zostało powszechnie uznane. Ruchy oczu ludzi pochodzenia chińskiego i arabskiego różnią się między sobą i zależą od logiki, wynikającej z podstaw naszej edukacji (m.in. tego jak piszemy). Następnie przedstawił, że nieświadome ruchy ciała zachowują się tak samo i podlegają tym samym regułom.
Termin synergologia powstał w 1994 r., natomiast nazwa ta została zastrzeżona w 1996 r.
Rozwijana jest ona głównie w zachodniej Europie (Francji) i Kanadzie.

## Główne założenia synergologii
Nadrzędnym celem synergologii jest konfrontacja wypowiadanych słów z mową naszego ciała.
Człowiek, jako jedyna istota ziemska, jest zdolny do posługiwania się kłamstwem w sposób nieskrępowany i tak częsty, jak jest mu to przydatne. Fałszywie przedstawia otaczający go świat, gdy ten nie spełnia wymarzonych oczekiwań i znacznie odbiega od jego wyobrażeń. Ten mechanizm jest wpisany w naszą egzystencję. Omnis homo mendax (łac. każdy człowiek kłamcą).
Kłamstwo jednak pozostawia ślady w świadomości - kryje się w mowie, natomiast ciało mówi to, co ukrywają słowa oraz wyraża jawnie to, co tkwi w umyśle. W momencie, gdy nasze słowa są sprzeczne z emocjami, nasze ciało zdradza prawdziwe uczucia i intencje poprzez gesty. Tak więc, przy pomocy synergologii można zidentyfikować luki w komunikacji.
Każdy komunikat interpersonalny przekazywany jest poprzez trzy elementy: według Alberta Mehrabiana z 1971 r.
- mowę ciała (mimikę, gesty, postawę) - 55%
- głos (ton, barwa, tempo) - 38%
- słowa - 7%

Słowa są ważne, ale nic po nich, jeśli ciało wydaje się mówić coś innego.
Ocena powstaje na podstawie rozpoznania wielu elementów. Synergologia nie bazuje na intuicji, która może uniemożliwiać właściwy odbiór zachowania naszego rozmówcy. Podstawową zasadą jest dokonywanie analizy synergologicznej (wnioskowanie i sprawdzanie według surowych zasad i specjalnych technik), w ramach której konstruowane są twierdzenia, które można poddać krytyce.
Właściwe odczytywanie języka ciała jest niemożliwe bez uwzględnienia kontekstu, zgodności i zestawu gestów. Szczególnie użyteczne w analizie synergologa są:
- Kinezyka, badanie gestów i innych ruchów ciała.
- Proksemika, obejmuje dystans przestrzenny
- Chronemika - wykorzystuje czas jako sygnał komunikacyjny, jak np.: punktualność, oczekiwanie, czas trwania zdarzenia, itp.
- Elementy otoczenia : temperatura, oświetlenie, kolor, itp. (elementy otoczenia mogą wpływać na zachowania ludzkie, ich stymulowanie bądź odstraszanie).

## Funkcje synergologii
- rozpoznawanie kłamstw
- dostrzeganie prawdziwych intencji, emocji ludzkich
- przewidywanie ruchów naszego rozmówcy
- usprawnienie relacji międzyludzkich, łatwość komunikacji

## Przykładowe odczytywanie ludzkich zachowań

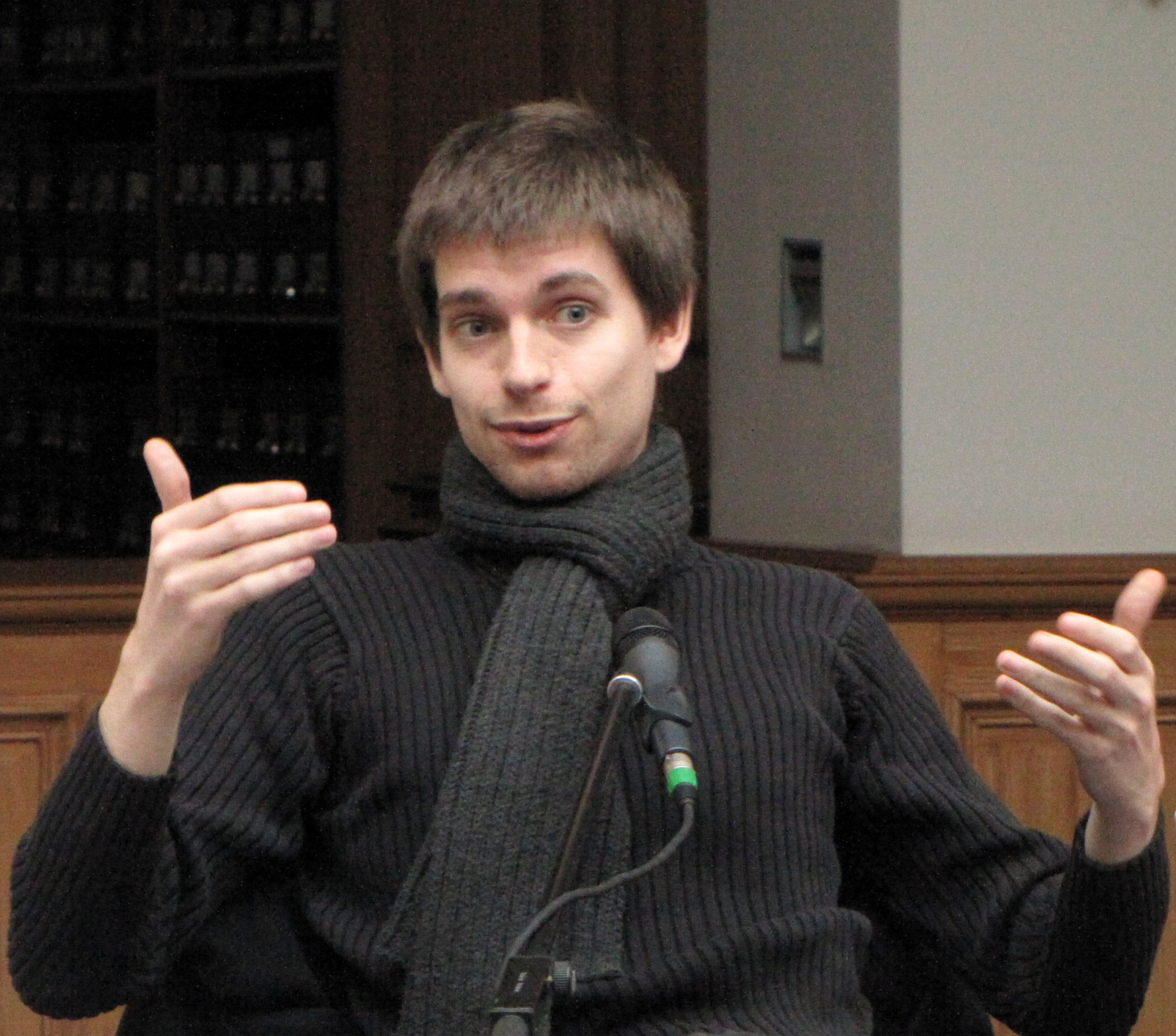
Gest otwarcia

Gesty otwarcia i zamknięcia (synergolog rozpoczyna analizę od ich rozpoznawania ):
- gesty otwarcia (oznaka przychylności i dobrego samopoczucia):
  - otwarta środkowa część ciała (ciało odsłania ośrodek życia)
  - rozluźnione dłonie (otwarte od nadgarstka do końca palców)
  - ręce opuszczone swobodnie lub ramiona wysunięte do przodu w kierunku rozmówcy
  - rozluźniona twarz
  - stopy z palcami skierowanymi na zewnątrz
- gesty zamknięcia (oznaka nieufności i złego samopoczucia):
  - zamknięta środkowa część ciała (ciało chroni centralną część, a przede wszystkim miejsca intymne)
  - krzyżowanie ramion i chowanie rąk (nadgarstki zgięte do wewnątrz, zamknięte dłonie kryją się pod skrzyżowanymi ramionami)
  - krzyżowanie nóg
  - napięta twarz

Umysł przemawia do ręki. Nasze dłonie mówią, kim jesteśmy i dokąd zmierzamy:
- położenie dłoni na twarzy :
  - dłoń otwarta środkiem do twarzy - osoba odprężona
  - dłoń zamknięta na twarzy– człowiek zestresowany, spięty
  - wierzch dłoni na twarzy – rozmówca chce się zdystansować, schować się we własnym wnętrzu, zastanowić się
- mikrodrapanie na czubkach palców:
  - drapanie kciuka (otwartość) – osoba obawia się wypowiedzieć własną opinię, kiedy pyta się ją o zdanie
  - drapanie palca wskazującego (autorytet) –osoba nie śmie się odezwać, chociaż ma coś do powiedzenia; nie chce w tej chwili demonstrować swego autorytetu lub autorytet ten go krępuje
  - drapanie palca środkowego (kreatywność i seksualność) – osoba wypiera swoje pragnienia
  - drapanie palca serdecznego (więź) – gdy swędzi, świadczy to, że wystąpiły jakieś trudności w związku z partnerem
  - drapanie małego palca (harmonia) – osoba obawia się rozpadu grupy, której czuje się bliska, martwi się o rozbieżność stanowiska
- mikropieszczoty kciukiem między palcami:
  - kciuk bezwiednie chowa się w dłoni i wędruje w jej wnętrzu – osoba chce zamienić z jakąś osobą parę słów na uboczu, ale w tej chwili nie może
  - kciuk wraca na zewnątrz – osoba próbuje przywołać na powierzchnię swoje myśli, pomysły, informacje, które szuka, lecz one nie nadchodzą
  - kciuk podniesiony – zachowanie lidera, ujawnia chęć dominacji
  - palec wskazujący- autorytet

Osoba pewna siebie może skrzyżować ręce, ale dłonie pozostają odkryte na zewnątrz

Mowa oczu

Oczy wyrażają więcej niż pozostałe części ciała, są "zwierciadłem duszy".
Patrzymy w 6 kierunkach (spojrzenie od obserwatora):
- do góry w prawą stronę – przypominamy sobie obrazy (zastanawiamy się nad wyglądem danej rzeczy)
- do góry w lewą stronę – tworzymy obrazy (wyobrażamy sobie pewien przedmiot, osobę, zjawisko czy wydarzenie)
- w linii prostej w prawą stronę – przypominamy dźwięki (np. głos znanej ci osoby)
- w linii prostej w lewą stronę – tworzymy dźwięki (wyobrażamy sobie, jak brzmiałby krzyk 1000 osób naraz?)
- w dół w prawą stronę – przypominamy wypowiedź danej osoby, prowadzimy dialog wewnętrzny
- w dół w lewą stronę – odczuwamy coś (jak to jest zanurzyć się w gorącej wannie pełnej wody?)

## Organizacje nadzorujące
Stowarzyszenia, które nadzorują rozwój, nauczanie i popularyzację tej dyscypliny, a także pracę synergologów na podstawie standardów i kodeksu etycznego, który jest dostępny w języku francuskim na oficjalnej stronie poświęconej synergologii, to: Europejskie Stowarzyszenie Synergologiczne i Stowarzyszenie Synergologów w Quebecu.

## Synergolodzy
Na świecie regularnie pojawia się coraz więcej certyfikowanych synergologów.
Przykładami są:
- Philippe Turchet
- Ray Birdwhistell
- Edward Hall
- Desmond Morris
- Gregory Bateson.